# باكستانيون في الإمارات
يشمل الباكستانيون في دولة الإمارات العربية المتحدة المغتربين من باكستان الذين استقروا في الإمارات العربية المتحدة المتحدة، ويبلغ تعدادهم أكثر من 1.5 مليون نسمة، ويعد الباكستانيون ثاني أكبر مجموعة وطنية في دولة الإمارات العربية المتحدة بعد الهنود، ويشكلون 12.5% من إجمالي سكان دولة الإمارات العربية المتحدة. وهم ثالث أكبر جالية باكستانية في الخارج، بعد الشتات الباكستاني في المملكة العربية السعودية والمملكة المتحدة. السكان متنوعون ويتكونون من جميع أنحاء باكستان، بما في ذلك البنجاب والسند وخيبر بختونخوا والمناطق القبلية الخاضعة للإدارة الاتحادية وبلوشستان وآزاد كشمير وجيلجيت بالتستان، وغالبيتهم مسلم، مع أقليات من المسيحيين والهندوس والديانات الأخرى. توجد الأغلبية في دبي وأبو ظبي على التوالي، في حين ينتشر عدد كبير من السكان في الشارقة والإمارات الشمالية المتبقية. ويبلغ تعدادهم في دبي وحدها 400 ألف باكستاني.

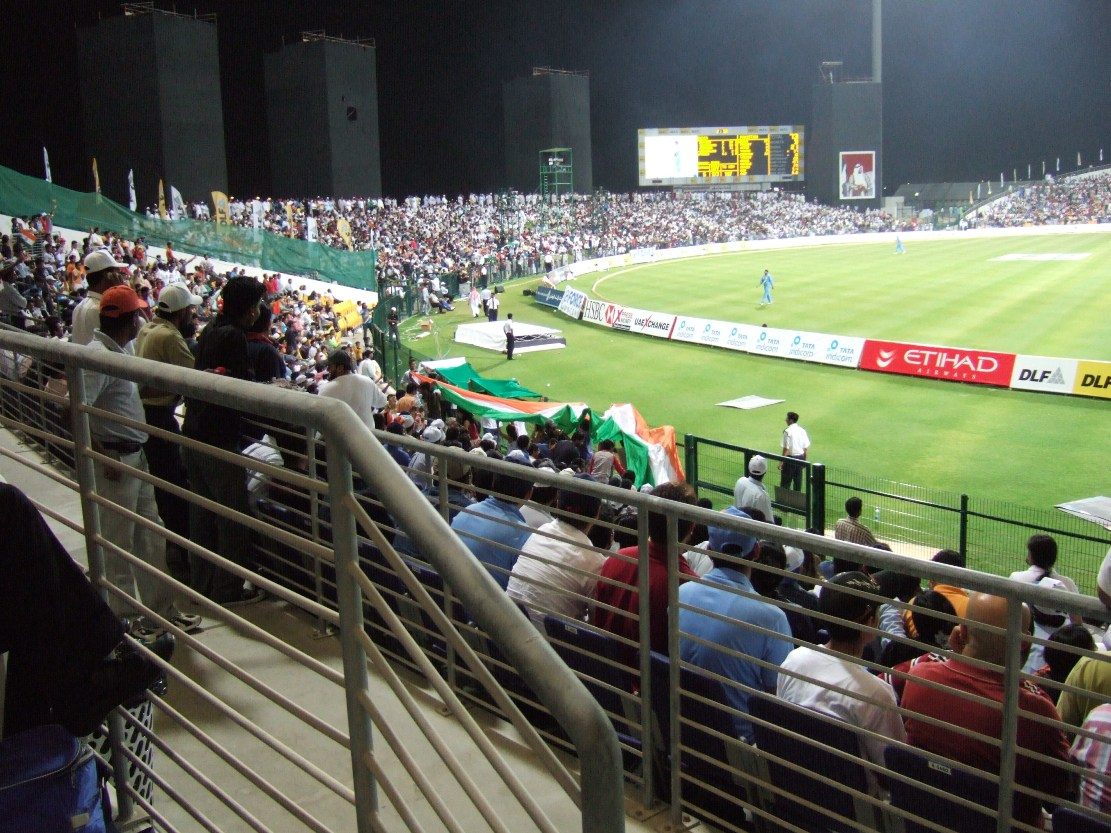
مباراة كريكيت بين باكستان والهند في استاد الشيخ زايد للكريكيت في أبو ظبي

منذ أن حدثت هجرة باكستانية كثيفة إلى الشرق الأوسط، ذهب عدد من الباكستانيين إلى الإمارات العربية المتحدة. في حين أن العديد منهم يميلون إلى أن يكونوا من المهنيين المهرة وشبه المهرة، فإن معظمهم من العمال المهاجرين غير المهرة. يفوق عدد الباكستانيين عدد المواطنين الإماراتيين في ثلاث إمارات بالإمارات العربية المتحدة: دبي والشارقة وعجمان.

## التركيبة السكانية
تشمل المجموعات العرقية الباكستانية التي تضم أعدادًا كبيرة من السكان البنجاب، والبشتون، والسند، والبلوش، والمهاجرين، ومجموعات سكانية أصغر من السرائيكيين، والكشميريين، والهندكوانز، والمجموعات العرقية الأخرى. هناك أيضًا أعداد أقل من المغتربين الباكستانيين من بلدان أخرى الذين يعيشون ويعملون في دولة الإمارات العربية المتحدة، مثل الباكستانيين البريطانيين، والكنديين الباكستانيين.

## ثقافة
تحتفل الجالية الباكستانية في دولة الإمارات العربية المتحدة بيوم الاستقلال بحماس كبير. ، الأردية هي اللغة الرئيسية للمجتمع كونها اللغة الوطنية لباكستان.

## ملحوظات
1. ↑  (تعرف أيضا باسم لشکری)[4]